# Wollenzhofen
Wollenzhofen ist ein Ortsteil der Gemeinde Ursensollen im Oberpfälzer Landkreis Amberg-Sulzbach.

## Geografie
Das Dorf liegt in der östlichen Frankenalb, zwölf Kilometer südlich von Amberg auf einer Höhe von 486 m ü. NN. 

## Geschichte
Der Ort hatte seine erste Erwähnung im Jahre 1399; sein Name stammt von einem Gutsbesitzer Christian Wollenzhofen, der dort gelebt haben soll.
Das bayerische Urkataster zeigt Wollenshofen in den 1810er Jahren als einen Weiler mit sieben Herdstellen und einem Weiher.
In der Ortsmitte befindet sich eine kleine Kapelle aus dem Jahr 1843, die als Baudenkmal geschützt ist. Der Ort liegt im Einsatzbereich der Freiwilligen Feuerwehr Thonhausen. Der Ort gehörte später zur Gemeinde Hohenburg im 
Landkreis Neumarkt in der Oberpfalz. Im Zuge der Gebietsreform in Bayern kam er zum Landkreis Amberg-Sulzbach. 

## Infrastruktur
Im Süden des Ortes belegt eine Autoverwertung ein etwa drei Hektar großes Gelände.
- Die Kreisstraße AS 28 verbindet Wollenzhofen mit seinen Nachbarorten und mit Amberg.
- Der ÖPNV bedient den Ort an der AS 28 mit den VGN-Buslinien 465 und 472.[3][4]